# Zuzana Zlochová
Zuzana Zlochová (* 24. Januar 1990 in Bojnice) ist eine slowakische Tennisspielerin.

## Karriere
Nach ersten Turniersiegen im Doppel im Jahr 2008 konnte Zlochová 2009 ihren ersten Einzeltitel bei einem ITF-Turnier feiern. Mittlerweile hat sie auf dem ITF Women’s Circuit 14 Einzel- und 15 Doppeltitel gewonnen.
Zlochová spielte für den TC Blau Weiß Villingen 2011 in der Badenliga und 2012 in der Regionalliga Südwest. In der Saison 2013 trat sie wieder in der Badenliga an, nun für den TC Blau-Weiß Donaueschingen.
Ende April 2023 spielte sie ihr bislang letztes Profiturnier im tunesischen Monastir.

## Turniersiege

### Einzel
| Nr. | Datum              | Turnier     | Kategorie   | Belag     | Finalgegnerin       | Ergebnis              |
| --- | ------------------ | ----------- | ----------- | --------- | ------------------- | --------------------- |
| 1.  | 13. September 2009 | Sarajevo    | ITF $10.000 | Sand      | Justyna Jegiołka    | 7:62, 4:6, 6:4        |
| 2.  | 1. August 2010     | Palić       | ITF $10.000 | Sand      | Martina Gledatchewa | 6:1, Aufgabe          |
| 3.  | 8. August 2010     | Iława       | ITF $10.000 | Sand      | Katarzyna Kawa      | 7:62, 5:7, 6:2        |
| 4.  | 28. August 2010    | Doboj       | ITF $10.000 | Sand      | Jasmina Kajtazović  | 7:64, 7:5             |
| 5.  | 5. September 2010  | Brčko       | ITF $10.000 | Sand      | Zuzana Linhová      | 6:4, 6:4              |
| 6.  | 10. Juli 2011      | Brüssel     | ITF $10.000 | Sand      | Marion Gaud         | 6:4, 6:2              |
| 7.  | 21. Oktober 2011   | Montego Bay | ITF $10.000 | Hartplatz | Anamika Bhargava    | 6:4, 6:3              |
| 8.  | 10. Dezember 2011  | Quito       | ITF $10.000 | Sand      | Elizabeth Ferris    | 6:1, 6:74, 6:2        |
| 9.  | 25. März 2012      | Metepec     | ITF $10.000 | Sand      | Vanesa Furlanetto   | 6:3, 7:5              |
| 10. | 1. Juni 2013       | Adana       | ITF $10.000 | Hartplatz | Isabella Schinikowa | 7:5, 6:0              |
| 11. | 21. Juli 2013      | Izmir       | ITF $10.000 | Hartplatz | Melis Sezer         | 6:3, 3:6, 6:0         |
| 12. | 13. April 2014     | Melbourne   | ITF $15.000 | Sand      | Han Xinyun          | 3:6, 7:63, 6:4        |
| 13. | 12. Juni 2016      | Antalya     | ITF $10.000 | Hartplatz | Nastja Kolar        | 3:6, 6:2, 3:0 Aufgabe |
| 14. | 3. Juli 2016       | Antalya     | ITF $10.000 | Hartplatz | Suzy Larkin         | 6:4, 7:65             |

### Doppel
| Nr. | Datum             | Turnier             | Kategorie   | Belag     | Partnerin          | Finalgegnerinnen                               | Ergebnis         |
| --- | ----------------- | ------------------- | ----------- | --------- | ------------------ | ---------------------------------------------- | ---------------- |
| 1.  | 24. August 2008   | Vinkovci            | ITF $10.000 | Sand      | Katarína Poljaková | Eva Fislová Andrea Rebrová                     | 6:4, 7:5         |
| 2.  | 7. September 2008 | Brčko               | ITF $10.000 | Sand      | Katarína Poljaková | Aleksandra Filipovski Virag Nemeth             | 6:1, 1:6, [10:8] |
| 3.  | 28. März 2009     | Lima                | ITF $10.000 | Sand      | Patricia Veresová  | Karen Castiblanco Vanesa Furlanetto            | 6:0, 5:7, [10:5] |
| 4.  | 20. Juni 2009     | Melilla             | ITF $10.000 | Hartplatz | Dalila Jakupović   | Lucia Kovarcikova Davinia Lobbinger            | 6:2, 6:4         |
| 5.  | 31. Juli 2010     | Palić               | ITF $10.000 | Sand      | Jasmina Kajtazovic | Martina Gledacheva Francesca Mazzali           | 6:1, 4:6, [10:7] |
| 6.  | 27. August 2010   | Doboj               | ITF $10.000 | Sand      | Jasmina Kajtazović | Alexandra Damaschin Anna Zaja                  | 6:1, 6:2         |
| 7.  | 3. Juni 2011      | Florenz             | ITF $10.000 | Sand      | Mihaela Buzărnescu | Nicole Clerico Valentina Sulpizio              | 6:3, 6:4         |
| 8.  | 20. August 2011   | Brčko               | ITF $10.000 | Sand      | Silvia Njirić      | Nicole Clerico Maria Masini                    | 6:4, 6:3         |
| 9.  | 20. Oktober 2011  | Montego Bay         | ITF $10.000 | Hartplatz | Nikola Hubnerová   | Nicola George Kateřina Kramperová              | 6:4, 6:4         |
| 10. | 5. November 2011  | Montego Bay         | ITF $10.000 | Hartplatz | Chalena Scholl     | Federica Grazioso Kateřina Kramperová          | 6:2, 6:2         |
| 11. | 14. April 2012    | Caracas             | ITF $10.000 | Hartplatz | Lauren Albanese    | Marcela Guimaraes Bueno Flavia Guimaraes Bueno | 6:2, 6:3         |
| 12. | 5. August 2012    | Ankara              | ITF $10.000 | Sand      | Laura-Ioana Andrei | Kazusa Ito Kaori Onishi                        | 4:6, 6:0, [10:4] |
| 13. | 1. Juni 2013      | Adana               | ITF $10.000 | Hartplatz | Olha Jantschuk     | Sultan Gonen Julija Stamatowa                  | 6:2, 7:5         |
| 14. | 21. Juli 2013     | Izmir               | ITF $10.000 | Hartplatz | Başak Eraydın      | Hülya Esen Lütfiye Esen                        | 6:1, 6:3         |
| 15. | 28. Juli 2013     | Scharm asch-Schaich | ITF $10.000 | Hartplatz | Mayar Sherif       | Sowjanya Bavisetti Rishika Sunkara             | 7:5, 6:3         |